# Trets
Trets é uma comuna francesa na região administrativa da Provença-Alpes-Costa Azul, no departamento de Bouches-du-Rhône. Estende-se por uma área de 70,31 km². Em 2010 a comuna tinha 10 653 habitantes (densidade: 151,5 hab./km²).